# Robert Lilomaiava
Pas d'image ? Cliquez ici

a Compétitions nationales et continentales officielles uniquement.

b Matchs officiels uniquement.
Dernière mise à jour le 22 juillet 2024.
Robert Lilomaiava, né le 28 mars 1992 à Moto'otua (Samoa occidentales), est un joueur de rugby à XV et de rugby à sept international samoan évoluant au poste de centre ou d'ailier.

## Biographie
Robert Lilomaiava commence à jouer au rugby dans le championnat amateur de son pays natal avec le club de Laulii, où il joue jusqu'en 2013.
En parallèle, il est sélectionné avec l'équipe des Samoa des moins de 20 ans en 2011 et 2012, disputant à cette occasion le Trophée mondial des moins de 20 ans en 2011 qu'il remporte, puis le championnat du monde junior 2012,.
Il intègre ensuite l'équipe nationale senior, étant sélectionné pour la première fois avec l'équipe des Samoa en octobre 2012. Il obtient sa première cape internationale le 9 novembre 2012 à l’occasion d’un test-match contre l'équipe du Canada à Colwyn Bay, marquant à cette occasion un quadruplé,,. Il connait sa deuxième cape quelques semaines plus tard face à la France.
Entre 2011 et 2013, il joue avec l'équipe des Samoa à sept, disputant la série mondiale de rugby à sept, remportant le tournoi de Las Vegas en 2012,.
Il lance sa carrière professionnelle en 2013 en rejoignant le club français de l'Union Bordeaux Bègles en Top 14, où il signe un contrat espoir. Il joue peu lors de sa première saison en France : sept matchs disputés, dont cinq en Challenge européen où il inscrit trois essais.
La saison suivante, il est prêté au RC Massy, qui vient d'être promu en Pro D2, afin qu'il obtienne plus de temps de jeu. 
Après une saison réussie, il rejoint le Stade aurillacois en 2015, avec qui il jouera trois saisons. Lors de sa première saison avec le club cantalien, il dispute l'intégralité des matchs (32), participant notamment à la finale d'accession perdue contre l'Aviron bayonnais.
En 2018, il rejoint l'US Montauban pour un contrat de deux saisons,.
Non reconduit, il signe alors un contrat d'une saison avec l'US Dax et s'apprête à disputer l'édition inaugurale de la nouvelle division Nationale,.
Son contrat n'est pas prolongé par la suite ; il rejoint le CA Castelsarrasin évoluant en en Fédérale 1, au sein duquel il reste un total de trois saisons.
Il s'engage par la suite avec Cahors Rugby dans la division inférieure, en Fédérale 2.

## Palmarès

### En club
- Finaliste de Pro D2 en 2016 avec le Stade aurillacois.

### En équipe nationale
- Vainqueur du Trophée mondial des moins de 20 ans en 2011.

## Statistiques en équipe nationale
- 2 sélections avec l'équipe des Samoa de rugby à XV[2].
- 20 points (4 essais)[2].